# Faculdade de Direito da Universidade de Coimbra
A Faculdade de Direito da Universidade de Coimbra (FDUC) é umas das faculdades que constituem a Universidade de Coimbra, declarada em 22 de junho de 2013 Património Mundial pela UNESCO. É também, embora não formalmente devido à posterior junção das Faculdades de Leis e de Cânones, a faculdade mais antiga da Universidade. Devido à sua historicidade e corpo docente, possui um papel de relevo nos estudos e desenvolvimentos no Direito português.
O seu atual diretor é o Professor Doutor Jónatas Machado.

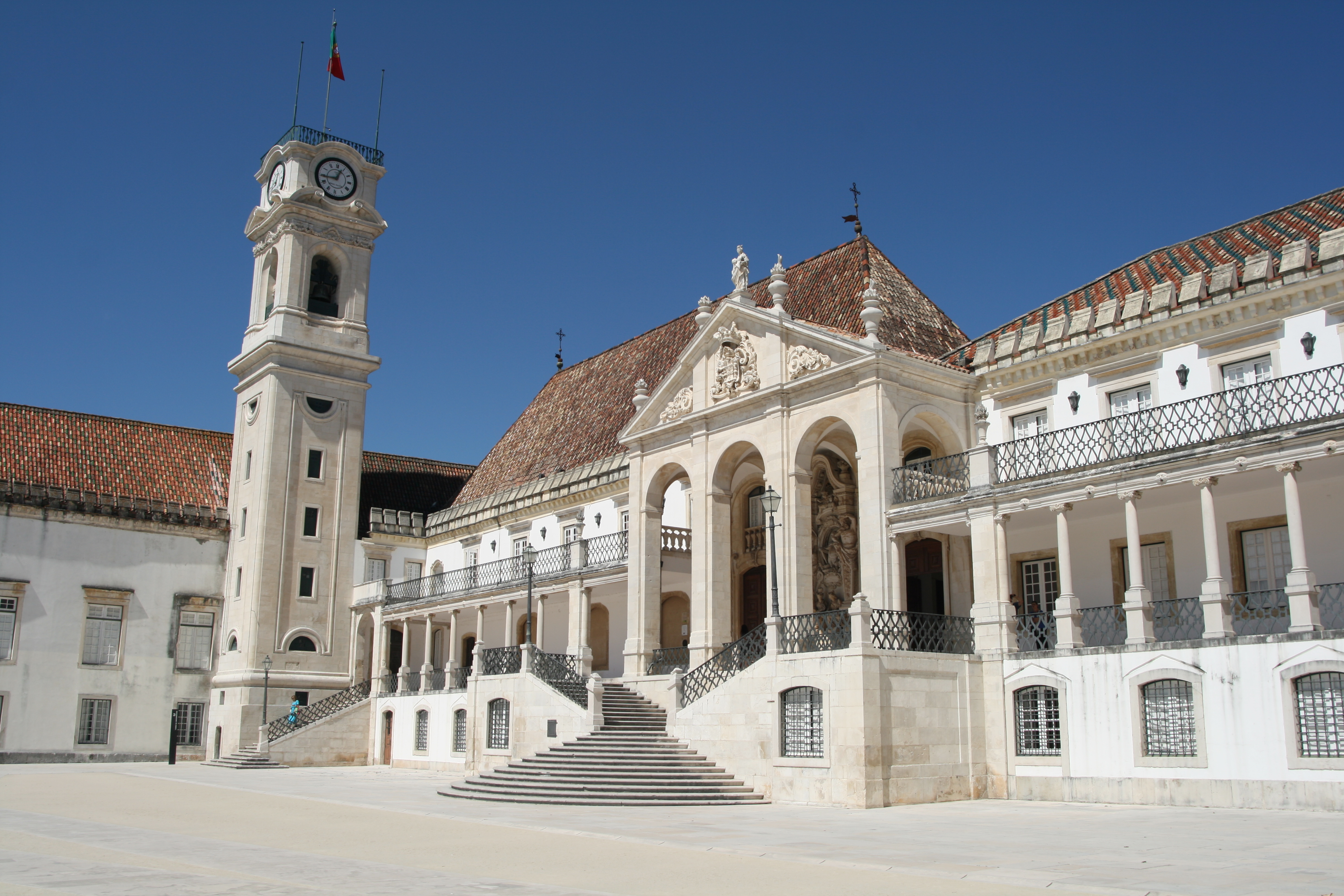
Faculdade de Direito da Universidade de Coimbra

## História
Os estudos jurídicos na Universidade de Coimbra remontam à fundação da Universidade de Coimbra, durante o reinado de D. Dinis, mais especificamente a 1 de março, quando foi assinado em Leiria, pelo rei, o documento Scientiae thesaurus mirabilis, que institui a própria Universidade pedindo ao Papa a confirmação.

### Origem canónica
A origem da instituição remonta à Bula do Papa Nicolau IV de 9 de agosto de 1290, tornando-se o momento decisivo da criação da universidade e do seu reconhecimento e legitimidade pedagógica pela Europa culta. A faculdade de Direito tinha inicialmente uma grande tradição de direito canónico e de direito romano. Os seus diplomados podiam exercer profissões jurídicas em qualquer parte do mundo cristão.
Todavia, o ensino português não conseguiu concorrer com a atracção das universidades estrangeiras, verificando uma grande mobilidade dos universitários nacionais para academias europeias, mobilidade, essa, balanceada pelas ideologias do universalismo medieval em plena idade do Direito comum.
D. João II e D. Manuel I tentaram valorizar os estudos superiores de Direito, concedendo estatutos à Universidade, tentando reformar os preceitos existentes e consagrando, entre outras medidas, cátedras remuneradas a Cânones.

### Reformas pombalinas
A reforma introduzida pelo iluminismo do século XVIII proliferou uma nova mentalidade pela instituição, patenteado na criação de novos estatutos para a universidade em 1772. A revolução introduzida pelas reformas do Marquês de Pombal no ensino do direito consistiu na imposição de uma orientação doutrinal às diferentes cadeiras. Os Estatutos particularizaram o programa das várias disciplinas; nos direitos romano e canónico, o método da Escola de Bártolo foi banido, e em seu lugar assumiram as directrizes metodológicas oriundas da Escola Cujaciana de cunho sintético, compendiário e demonstrativo. Em 1775, determinou-se que os bacharéis, licenciados e doutores das Faculdades de Leis e de Cânones ficassem habilitados pelos seus diplomas jurídicos a exercer todos os lugares de letras, sem necessidade de qualquer outro exame.

### Revolução Liberal
Em 5 de Dezembro de 1836 o Curso de Cânones foi fundido com o Curso de Leis, dando origem à actual Faculdade de Direito.

### Revolução de 25 de abril
Em pleno luto académico contra o governo opressor e autoritário, a Revolução de 25 abril trouxe com ela grandes medidas inovadoras, que viriam a ser implementadas na faculdade de Direito. Determinou-se então a divisão do curso em dois ciclos: um “ciclo básico” destinado não só a situar o Direito numa perspectiva económica, social, política, ideológica e histórica, mas também a oferecer todas aquelas matérias julgadas imprescindíveis a um jurista, qualquer que seja a sua especialidade; um “ciclo complementar” orientado para oferecer um aprofundamento da área eleita pelo aluno. Esta estrutura tem-se mantido até ao presente, com a alteração introduzida em 1979/80, ao reduzir o ciclo complementar de dois anos (o 4.º e o 5.º anos) para um (o 5.º ano).[carece de fontes?]

### A reforma de Bolonha
No ano letivo de 2007/2008, foi introduzido o processo de Bolonha (vide Declaração de Bolonha) dentro da faculdade de Direito. 
O curso foi então completamente reestruturado, sendo que a licenciatura em Direito passou a ser de 4 anos (em vez dos anteriores 5), e as cadeiras passaram a ser semestrais com possibilidade rara de um regime de avaliação contínua. As disciplinas anuais do antigo regime duplicaram ao dividirem-se em unidades semestrais, tendo os antigos alunos recebido equivalências semestrais nas antigas cadeiras anuais. Para além disso, os alunos que já se encontravam a meio do curso quando sobre eles se abateu o processo de Bolonha foram bonificados com 0,5 valores, 0,7 valores e 1 valor (caso se encontrassem no 2º, 3º ou 4º ano, respectivamente). Entendia-se que o extinto 5.º ano era um ano considerado na generalidade como menos exigente, e onde os alunos tinham mais possibilidades de obter notas mais altas e, assim, subir a sua média.[carece de fontes?]

### Investigação
Desde 1914, publica-se o Boletim da Faculdade de Direito da Universidade de Coimbra, com investigação diversa em temáticas jurídicas.
A Faculdade possui diversos centros de investigação em áreas especializadas do Direito, bem como um vasto catálogo e um Instituto Jurídico, dedicado à pesquisa académica. 

## Cursos
A FDUC possui uma grande pluridisciplinaridade, oferecendo vários graus de ensino superior, designadamente a licenciatura, o mestrado, o doutoramento e várias pós-graduações.

### Licenciatura
A licenciatura (1.º ciclo) pode incidir sobre três cursos: Direito, Direito Luso-Brasileiro ou Administração Público-Privada.
Os estudos em Direito estendem-se em 8 semestres (4 anos letivos), repartidos num total de 240 ECTS.

### Mestrado
Na área do Direito, destacam-se os estudos de 2.º Ciclo do Mestrado em Direito (4 semestres) e do Mestrado em Ciências Jurídico-Forenses (3 semestres). Os primeiros dois semestres correspondem a uma componente letiva e à frequência de unidades curriculares, seguindo-se um ou dois semestres de elaboração e defesa em prova pública de uma dissertação de mestrado. 
O Mestrado em Direito subdivide-se em várias especializações de diversas áreas do Direito.

### Doutoramento
O doutoramento em Direito (3.º ciclo) é o mais alto grau académico que a Faculdade concede.